# Cabazitaxel
Cabazitaxel (XRP6258) é um fármaco taxano de nova geração semi-sintético utilizado no tratamento de câncer de próstata metastático hormônio-resistente. É um inibidor de microtúbulos, que fazem parte do citoesqueleto nas células. Foi aprovado pelo FDA em 17 de junho de 2010.

É utilizado junto com prednisona em pacientes que não obtiveram resultados positivos com docetaxel.